# Епархия Гуаренаса
Епархия Гуаренаса (лат. Dioecesis Guarenensis) — епархия Римско-католической церкви с центром в городе Гуаренас, Венесуэла. Епархия Гуаренаса входит в митрополию Каракаса. Кафедральным собором епархии Гуаренаса является церковь Пресвятой Девы Марии из Копокабаны.

## История
30 ноября 1996 года Папа Римский Иоанн Павел II издал буллу «Maiori Christifidelium», которой учредил епархию Гуаренаса, выделив её из епархии Лос-Текеса.

## Ординарии епархии
- епископ Густаво Гарсиа Наранхо (с 30 ноября 1996 года).